# Hubert Joachim Brouwers
Hubert Joachim Brouwers (Heer, 18 augustus 1833 – 's-Gravenhage, 26 oktober 1892) was een Nederlands bestuurder en politicus, die onder andere burgemeester van Roermond, lid van de Tweede Kamer en lid van de Raad van State was.

## Biografische schets
Hubert Joachim Brouwers werd geboren in Heer – volgens sommige bronnen in de voormalige gemeente Gronsveld – als zoon van Franciscus Alphonsus Hubertus Brouwers (1806-1893) en Maria Helena Willems (1803-1847). Hij had in elk geval een jongere broer, Joseph Servatius Hubertus Brouwers (1842-1908), die notaris en lid van de Eerste Kamer was. De familie Brouwers bezat goederen in de omgeving van Vaals (o.a. het Malersbosch en delen van het Vijlenerbos).
Op 1 oktober 1861 trouwde hij te Maastricht met Maria Hubertina Anna Emilie (roepnaam Emilie) Regout (1834-1886), dochter van de Maastrichtse industrieel Petrus I Regout. Het echtpaar kreeg zeven kinderen en woonde waarschijnlijk op kasteel Nijswiller, waar Emilie op 24 november 1886 overleed. Hij hertrouwde met Louisa Carolina Kervel (1837-1894) en overleed in 1892 in Den Haag.

## Loopbaan
Brouwers was een vrij onopvallend katholiek Tweede Kamerlid, dat het desondanks tot staatsraad bracht. Hij was Burgemeester van Roermond (benoemd bij Koninklijk Besluit van 17 november 1875 en geïnstalleerd op 1 december) en afgevaardigde voor het district Boxmeer en later voor Roermond. Hij was een echte regio-vertegenwoordiger, die in zijn jeugd liberaal was, maar later conservatief-katholiek.
- Biografisch Portaal: 02336600
- Parlement.com: vg09lkyrods0